# Etoile feat.キリンジ/Corps de ballet
「Etoile feat.キリンジ/Corps de ballet」（エトワール フィーチャリング キリンジ/コール ド バレット）は、日本のミュージシャン冨田ラボの5枚目のシングルである。2009年4月1日発売。発売元はrhythm zone。

## 概要
- 4年ぶりとなるシングル。rhythm zone移籍第1弾。
- ゲストボーカルにキリンジを迎えている。
- PV監督は仲村清寿。

## 収録曲
1. Etoile feat.KIRINJI[5:03]
作詞：堀込高樹／作曲・編曲：冨田恵一
2. Corps de ballet[5:43]
作曲・編曲：冨田恵一
3. Etoile feat.KIRINJI -instrumental-[5:21]

## 収録アルバム
- オリジナル『Shipahead』（2010年2月3日）

## タイアップ
- Etoile feat.KIRINJI：ワーナー・ブラザース映画配給映画「昴-スバル-」イメージソング
- Corps de ballet：ワーナー・ブラザース映画配給映画「昴－スバル－」テーマ曲